# Ницахська сільська рада
Ница́хська сільська́ ра́да — колишній орган місцевого самоврядування у Тростянецькому районі Сумської області. Адміністративний центр — село Ницаха.

## Загальні відомості
- Населення ради: 753 особи (станом на 2001 рік)

## Населені пункти
Сільській раді підпорядковані населені пункти:
- с. Ницаха
- с. Новоукраїнка

## Склад ради
Рада складається з 12 депутатів та голови.
- Голова ради: Краснікова Наталія Олексіївна

### Керівний склад попередніх скликань
| Прізвище, ім'я, по батькові   | Основні відомості                                                                       | Дата обрання | Дата звільнення |
| ----------------------------- | --------------------------------------------------------------------------------------- | ------------ | --------------- |
| Тітарєв Василь Маркович       | Сільський голова, 1956 року народження, безпартійний                                    | 26.03.2006   | 31.10.2010      |
| Зонов Володимир Вікторович    | Сільський голова, 1979 року народження, освіта середня спеціальна, член Партії регіонів | 31.10.2010   | 25.04.2013      |
| Краснікова Наталія Олексіївна | Сільський голова, 1970 року народження, освіта середня спеціальна, член Партії регіонів | 15.12.2013   |                 |

Примітка: таблиця складена за даними сайту Верховної Ради України